# Перехід (фільм, 1940)
«Перехід» — радянський художній фільм 1940 року, знятий режисером Олександром Івановим на кіностудії «Ленфільм».

## Сюжет
Історія прикордонної застави одного з віддалених районів гірського Паміру, відрізаної землетрусом від довколишніх районів. Скориставшись безвихідним становищем прикордонників, численна банда басмачів нападає на жменьку червоноармійців. Експедиційний загін, що здійснює перехід через гори, що вважалися досі непрохідними, приходить на допомогу прикордонній. Спільними зусиллями прикордонників та бійців експедиційного загону банда басмачів була розгромлена.

## У ролях
- Степан Крилов — начальник застави
- Юлія Предтеченська — дружина начальника застави
- Микола Виноградов — Сафронов
- Володимир Волчик — Рустам
- Георгій Колосов — Худайбергян
- Борис Музальов — лікар
- М. Воробйов — Курбанбай
- М. Халмухамедов — мула
- М. Шмаков — епізод
- В'ячеслав Волков — Мохов
- Микола Степанов — Доненко
- Микола Кондратьєв — помічник начальника застави
- Євген Немченко — Резунов

## Знімальна група
- Автори сценарію: Семен Полоцький, Матвій Тевелєв
- Режисер: Олександр Іванов
- Оператор: Євген Величко
- Художник: Павло Зальцман
- Композитори: Борис Арапов, Гавриїл Попов
- Звук: Андрій Гаврюшев